# Nick Park

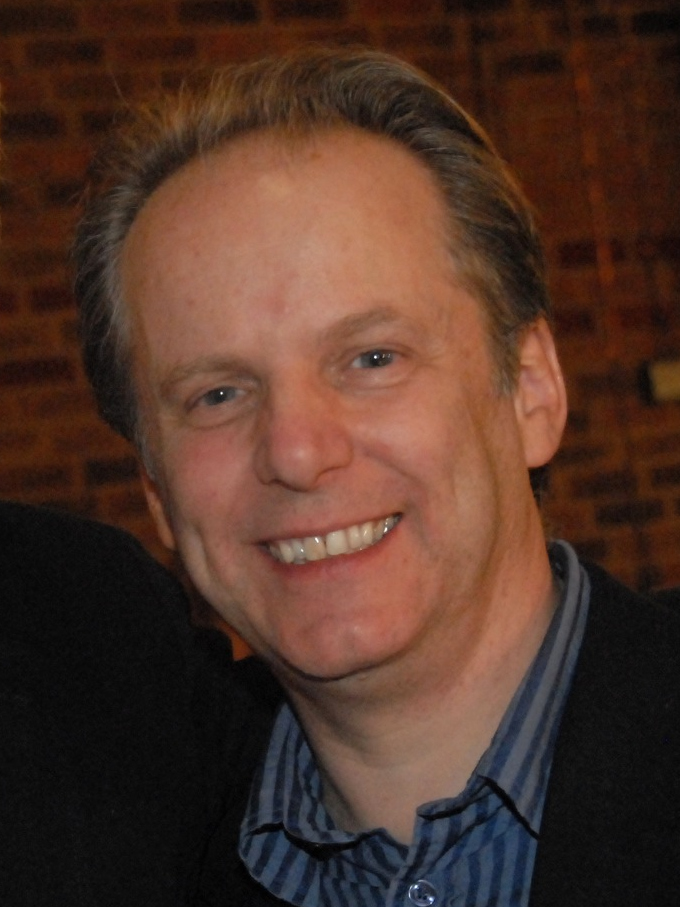
Nick Park (2007)

Nicholas Wulstan Park CBE (* 6. Dezember 1958 in Preston, Lancashire) ist ein britischer Trickfilmer.

## Leben
Park hatte schon früh großes Interesse am Zeichnen von Cartoons und unternahm im Alter von 13 Jahren erste Animations- und Filmversuche.
1985 begann er, für Aardman Animations in Bristol zu arbeiten.
Park erfand die Figuren Wallace & Gromit sowie Shaun das Schaf. Einer seiner ersten Erfolge war die Hühnchen-Animation im Videoclip zu Peter Gabriels Hit Sledgehammer. Nick Park arbeitet mit Knetanimation und verwendet die arbeitsaufwendige Stop-Motion-Technik, bei der mit Plastilin-Knetmasse auf Unterbauten aus Drahtgestellen und Kunststoff modellierte Figuren Schritt für Schritt bewegt werden. Für etwa drei Sekunden Film wird dabei ein voller Drehtag benötigt.
Park wurde bisher mit vier Academy Awards ausgezeichnet, drei für den besten animierten Kurzfilm (Creature Comforts, Wallace & Gromit – Die Techno-Hose und Unter Schafen) und für den besten animierten Spielfilm (Wallace & Gromit – Auf der Jagd nach dem Riesenkaninchen). Für die Kurzfilme Wallace & Gromit – Alles Käse und Auf Leben und Brot wurde er 1991 und 2010 für einen Oscar nominiert.

## Filmografie (Auswahl)
- 1989: Creature Comforts (Kurzfilm)
- 1989: Wallace & Gromit – Alles Käse (A Grand Day Out)
- 1993: Wallace & Gromit – Die Techno-Hose (The Wrong Trousers)
- 1995: Wallace & Gromit – Unter Schafen (A Close Shave)
- 2000: Chicken Run – Hennen rennen (Chicken Run)
- 2002: Wallace & Gromit – Großartige Gerätschaften (Cracking Contraptions, Kurzfilmsammlung)
- seit 2003: Creature Comforts (Fernsehserie)
- 2005: Wallace & Gromit – Auf der Jagd nach dem Riesenkaninchen (Wallace & Gromit: The Curse Of The Were-Rabbit)
- 2007–2013: Shaun das Schaf (Shaun the Sheep, Fernsehserie)
- 2008: Wallace & Gromit – Auf Leben und Brot (Wallace and Gromit in ‘A Matter of Loaf and Death’)
- 2010: Wallace & Gromit’s World of Invention
- 2018: Early Man – Steinzeit bereit (Early Man)
- 2024: Wallace & Gromit – Vergeltung mit Flügeln (Wallace & Gromit: Vengeance Most Fowl)